# Dekanat Łącko
Dekanat Łącko – dekanat wchodzący w skład diecezji tarnowskiej.
Dziekanem dekanatu jest ks. Wiesław Majca – proboszcz parafii Łukowica, wicedziekanem ks. Jan Betlej – proboszcz parafii Kamienica. 
Dekanat uczestniczy w Pieszej Pielgrzymce Tarnowskiej na Jasną Górę razem z dekanatem Krościenko w grupie 19.
W skład dekanatu wchodzą parafie:
- Czarny Potok – Parafia św. Marcina
- Jazowsko – Parafia Narodzenia Najświętszej Maryi Panny
- Kamienica – Parafia Przemienienia Pańskiego i Nawiedzenia NMP
- Kicznia – Parafia św. Maksymiliana M. Kolbe
- Łącko – Parafia św. Jana Chrzciciela
- Łukowica – Parafia św. Andrzeja Apostoła
- Obidza – Parafia Trójcy Przenajświętszej
- Szczawa – Parafia Najświętszego Serca Pana Jezusa w Szczawie
- Wola Piskulina – Parafia Niepokalanego Serca Najświętszej Maryi Panny
- Zabrzeż – Parafia św. Stanisława Biskupa Męczennika